# Georg Zipfel (Politiker)
Georg Zipfel (* 20. April 1896 in Kronach; † 1945) war ein deutscher Politiker (NSDAP, Völkischer Block). Er war unter anderem von 1924 bis 1928 Mitglied des Bayerischen Landtags.

## Leben
Zipfel war der Sohn des Bäckermeisters Georg Zipfel und dessen Frau Katharina. Nach dem Schulbesuch erlernte Zipfel das Schlosserhandwerk. 1914 meldete er sich einen Monat nach Beginn des Ersten Weltkriegs freiwillig zum Militär. 1916 geriet er an der Somme in englische Kriegsgefangenschaft. Bei seiner Rückkehr nach Kronach schloss er sich der örtlichen Einwohnerwehr an. Am 5. März wurde die NSDAP-Ortsgruppe in Kronach gegründet, der Zipfel beitrat, zuvor hatte er sich schon der Sturmabteilung (SA) angeschlossen. Nach dem Hitler-Putsch vom 9. November 1923 wurde auch die NSDAP-Ortsgruppe in Kronach verboten.
Bei der bayerischen Landtagswahl vom April 1924 kandidierte Zipfel für den Völkischen Block. Im April 1925 rückte er für den verstorbenen Ernst Pöhner nach. Als Parlamentarier fiel er vor allem durch zahlreiche Beleidigungen anderer Abgeordneter auf. Ferner beschäftigte der Landtag sich wiederholt mit rhetorischen Angriffen von Zipfel auf Beamte und Privatpersonen sowie mit schriftlichen Angriffen auf dieselben Personengruppen in seinem Kampfblatt Die Flamme. Ferner erlaubte der Landtag die Verfolgung Zipfels wegen Vergehens gegen die Religion aufgrund des von ihm verfassten Artikels „Der Talmud und Jesus Christus“.
Am 22. September 1925 wechselte Zipfel in die kurz zuvor konstituierte Landtagsfraktion der NSDAP, für die er noch bis 1928 im Landtag saß. Der Partei selbst trat er nach variierenden Angaben zum 10. Juni 1925 (Mitgliedsnummer 7.236) oder 1926 bei. Politisch trat er dennoch bald in den Hintergrund, was Rainer Hambrecht damit begründet, dass Zipfel „wegen seines im Verhältnis zum Geltungsdrang unzulänglichen Formats“ gescheitert sei. Bei Franz Kühnel heißt es ganz ähnlich, dass bei Zipfel „sein Anspruch auf seine Führungsrolle und seine Fähigkeiten zu weit“ auseinandergeklafft hätten „als daß er sich in der auf Erfolg orientierten NSDAP“ hätte behaupten können. Robert Probst zählt Zipfel, Emil Löw und Wilhelm Holzwarth zu einer Gruppe von NS-Abgeordneten, denen das „demagogosch-agitatorische Talent“ fehlte und die „durch ihre unbeholfenen Ausführungen den Landtag [oft] zu Lachsalven“ animierten. Innerhalb der fränkischen NSDAP war Zipfel ein Anhänger Julius Streichers, dessen Stil er zu kopieren versuchte.
Nach 1928 betätigte Zipfel sich als Gau- und Kreisredner. Von 1933 bis 1937 gehörte er dem Stadtrat von Kronach an. 1938 zog er als Mitarbeiter des dortigen Eichamtes nach Bamberg.